# Aïn Sidi Ali
Aïn Sidi Ali est une commune de la wilaya de Laghouat en Algérie.

## Histoire

### Administration
| Période                                  | Période | Identité        | Étiquette | Qualité |
| ---------------------------------------- | ------- | --------------- | --------- | ------- |
| 1997                                     | 2002    | Brahim Gettoufi | RND       | P/APC   |
| 2002                                     | 2007    | Mohammed Beriki | RND       | P/APC   |
| 2007                                     | 2012    | Brahim Gettoufi | RND       | P/APC   |
| 2012                                     | 2017    | Ahmed Fodeili   | RND       | P/APC   |
| Les données manquantes sont à compléter. |         |                 |           |         |